# Oelixdorf
Oelixdorf (niederdeutsch: Oelixdörp) ist eine Gemeinde im Kreis Steinburg in Schleswig-Holstein.

## Geografie und Verkehr
Oelixdorf liegt drei Kilometer östlich von Itzehoe nördlich der Stör. In der Nähe verläuft die Bundesstraße 206 und die Bundesautobahn 23.

## Geschichte
Erstmals urkundlich erwähnt ist Oelixdorf in einer Urkunde aus dem Jahr 1358.
Im Jahre 1539 wurde die Oelixdorfer Gilde als Wehrgilde des Grafen zu Rantzau gegründet. Dieser, später für den Schadensfall einer Feuersbrunst oder Missernte zuständige Verein hat noch heute seine jährlichen geselligen Veranstaltungen bewahrt, wenn auch der ursprüngliche Versicherungszweck verloren gegangen ist. Diese „Oelixdorfer Lustgilde“ wird jeweils am Wochenende nach Pfingsten gefeiert: KK-Schießen im „Schlank“, Umzug zum Tanzsaal, der in früheren Zeiten abwechselnd von den Bauern gestellt worden ist, wobei neben den gereinigten und frisch gekalkten Stallungen auch das Wohnhaus mit einbezogen worden ist – der Tanz fand auf der großen Diele statt. Heute findet diese Veranstaltung im traditionellen Dorflokal „Unter den Linden“ statt.
Amönenhöhe, die Anhöhe an der Störschleife (ca. 3 km vom Ortskern entfernt), gehört seit mindestens 1764 zu den beliebten Ausflugszielen der Rantzaus, die im nahe gelegenen Schloss Breitenburg siedeln. 1772 eröffnete ein Pächter einen Ausschank, der sich schnell zum Ausflugsziel für Itzehoer und Steinburger entwickelte. Später kamen regelmäßige Militärkonzerte und ein Karussell hinzu. Zu Oelixdorf gehört Amönenhöhe aber erst seit der Umgemeindung des Gebietes aus der Gemeinde Breitenburg zu Beginn des Jahres 1998.
Im Jahre 1966 wurde die Kirche der Gemeinde errichtet.
Ein Begräbniswald mit dem Namen Sternenwald gibt es seit 2016.

## Politik

### Gemeindevertretung
Bei der Kommunalwahl am 14. Mai 2023 wurden insgesamt 13 Sitze vergeben. Von diesen erhielt die CDU sieben Sitze, die SPD erhielt vier Sitze und die FDP erhielt zwei Sitze.

### Wappen
Blasonierung: „In Grün auf silbernem, mit einem blauen Wellenbalken belegtem Hügel eine bewurzelte, fünfblättrige silberne Buche, beiderseits begleitet von einer goldenen Ähre.“
Im Zentrum des Wappens befindet sich ein mit einer stilisierten Buche bestandener Hügel. Neben dem Laubwaldbestand des Gebietes in alter Zeit wird damit ein bestimmter von Buchen bewachsener Grabhügel angesprochen. Noch im 20. Jahrhundert war eine Vielzahl dieser Grabstätten auf Oelixdorfer Feldmark zu finden. Die Ähren repräsentieren die Landwirtschaft als traditionelle Erwerbsgrundlage. Der Reichtum an natürlichen Gewässern im Gemeindegebiet wird durch den Wellenbalken angedeutet. Die vielen Teiche und Bäche geben Oelixdorf sein charakteristisches Landschaftsbild und legen die volkstümliche Auslegung des Ortsnamens als „Quellendorf“.

## Sehenswürdigkeiten
Der denkmalgeschützte Pavillon auf der Amönenhöhe an einer Störschleife stammt aus dem letzten Drittel des 18. Jahrhunderts. Besonders auffallend ist die Reetdachkonstruktion, die sich pyramidal über einer achteckigen Betondecke erhebt, die wiederum von einem Holzgerüst gestützt wird. In der Mitte der so beschützten Terrasse steht ein quadratischer Fachwerkbau, der typisch für die Gegend in Dunkelgrün und Weiß gestrichen ist. Der Pavillon dient seit einigen Jahren wieder als Ausflugslokal und Trau-Zimmer.

### Naturschutz
Die südliche Gemeindegrenze bildet die Flussmitte der Stör. Die Wasserfläche der Stör und ein schmaler Uferstreifen im Gemeindegebiet  sind Teil des europäischen NATURA 2000-Schutzgebietes FFH-Gebiet Schleswig-Holsteinisches Elbästuar und angrenzende Flächen. Im Nordosten der Gemeinde bildet auf einem Kilometer Länge die Mitte des Flusses Rantzau die Gemeindegrenze. Hier liegt ein Teil des FFH-Gebietes Rantzau-Tal im Gemeindegebiet.
Zwischen der Landesstraße 116 im Süden und der Wohnbebauung von Oelixdorf liegt das am 22. Oktober 1942 gegründete Landschaftsschutzgebiet Landschaftsteil "Waldfläche Gehege Überstör und Katzkuhle" und unmittelbar östlich angrenzend das am 24. Februar 1964 gegründete Landschaftsschutzgebiet Charlottenhöhe sowie nördlich davon das am 22. Oktober 1942 gründete Landschaftsschutzgebiet Landschaftsteil "Waldfläche Bornbusch bei Oelixdorf" im Gemeindegebiet.

## Persönlichkeiten
- Frauke Walhorn (* 1942), ehemalige Abgeordnete des Schleswig-Holsteinischen Landtags, lebt in Oelixdorf.
- Marten Pulmer, Gründer der Rockband One Fine Day, stammt aus Oelixdorf